# Hadronema echinatum
Hadronema echinatum är en insektsart som beskrevs av Gruetzmacher och Schaffner 1977. Hadronema echinatum ingår i släktet Hadronema och familjen ängsskinnbaggar. Inga underarter finns listade i Catalogue of Life.